# Sint-Jozefkapel (Bruinbeke)
De Sint-Jozefkapel of Bruinbeekkapel is een kapel in het Belgische gehucht Bruinbeke, in de Oost-Vlaamse gemeente Wichelen gelegen aan het kruispunt van Bruinbekestraat en Krijgelstraat.
De eerste kapel is in 1878 gebouwd en diende als wegkapel. In 1911 werd de kapel uitgebreid zodat het een wijkkapel werd met ruimte voor 250 gelovigen, en op 29 september 1912 werd de vernieuwde kapel ingehuldigd. In 1934 kreeg de kapel een torentje waar de nieuwe klok in werd gehangen. In de loop der jaren is er nog het een en ander gewijzigd aan de kapel, zoals de vernieuwing van het koor en het dak in 1959, het plaatsen van ramen van gekleurd glas in 1964 en vernieuwing van de voorgevel in 1971. Het klokkentorentje werd in 1976 vernieuwd.
De kapel werd in 2013 volledig gerestaureerd en fungeert sindsdien als een ontmoetingsplaats waar verenigingen allerlei activiteiten kunnen organiseren. De gemeente is eigenaar van de kapel.
De oorspronkelijke kapel uit 1878 fungeert als portaal. Het brede, eenbeukige schip en smalle koor betreffen de uit 1911 daterende nieuwbouw. Het interieur is witgepleisterd en bevat diverse beelden en een neogotische kruiswegstatie (1924).